# Cold Spring (Wisconsin)
Cold Spring – miasto w Stanach Zjednoczonych, w stanie Wisconsin, w hrabstwie Jefferson.